# Киев Модерн-балет
Академический театр «Киев Модерн-балет» («Коммунальное учреждение «Театрально-зрелищное учреждение культуры «Академический театр «Киев Модерн-балет») — украинский театр современной хореографии, задуманный как авторский, где репертуар и художественные приоритеты определяются постановками одного хореографа. Театр апеллирует к формированию творческой лаборатории современного танца: смелые эксперименты, оригинальные прочтения всемирно известных театральных сюжетов, обновление и обогащение формы и лексики современного танца. Активно гастролирует по Украине и за рубежом.
Основатель и главный балетмейстер театра – заслуженный деятель искусств Украины, лауреат Национальной премии Украины им. Тараса Шевченко, народный артист Молдовы Раду Поклитару.

## История создания
История «Киев Модерн-балет» началась 19 декабря 2005 года премьерой спектакля «Le forze del destino / Сила судьбы», созданного по заказу «Фонда искусств Владимира Филиппова», в работе над которым уже были задействованы основные творческие силы будущего театра — хореограф Раду Поклитару, сценограф Андрей Злобин, художница по костюмам Анна Ипатьева, художница по свету Елена Антохина, звукорежиссёр Александр Курий, ассистент хореографа Анатолий Козлов и многие артисты, которые впоследствии вошли в состав постоянной труппы.
Одноактная опера-балет «Le forze del destino / Сила судьбы» воспроизводила атмосферу старого театра 30—40-х годов, где много мягких декораций, в которых звучали современные трактовки классических оперных хитов (аранжировка Павла Шевчука) в исполнении Елена Гребенюк (сопрано), и происходило насыщенное действие, о котором пресса отзывалась: «Содержание представления трудно определить конкретно; наиболее точно его отражает само название. Этот коллаж из оперных арий «сцементирован», как лейтмотивом, темой из оперы Дж. Верди «Сила судьбы», которая то и дело звучит в разных модификациях».
ООО «Театр „Киев Модерн-балет“» во главе с Раду Поклитару и при поддержке мецената Владимира Филиппова было зарегистрировано 18 июля 2006 года. По итогам общеукраинского отбора, кастинг прошли 16 молодых танцовщиков. Наличие академического балетного образования не было необходимым условием для принятия в состав труппы (при этом все артисты являлись профессионалами современного танца, разбирались в классическом танце и умели делать классический урок).
Премьера балета в двух сериях «Кармен. TV» на музыку Жоржа Бизе состоялась 25 октября 2006 на сцене Национального драматического театра им. Ивана Франко. За спектакль «Кармен. TV» театр получил две премии «Киевская пектораль» — в номинациях «Лучшее спектакль года» и «Лучшее пластическое решение спектакля». Исполнительница роли Кармен, Ольга Кондакова, получила номинацию как «Лучшая исполнительница женской роли». Балеты «Веронский миф: Шекспирименты» на музыку Жоржа Бизе (2006), «Болеро» Мориса Равеля (2007), «Дождь» на музыку Иоганна Себастьяна Баха и народов мира (2007), «Щелкунчик» Петра Чайковского (2007) стали лауреатами премии «Киевская пектораль» в специально созданной номинации «Событие года».
В партнерстве с Национальной оперой Украины им. Тараса Шевченко создан балет-триптих «Перекресток» на музыку Мирослава Скорика, балет на одно действие «Геревень» на музыку Владимира Николаева — копродукция с Пермским театром оперы и балета им. Петра Чайковского (оба в 2012 году).
Кризисным для коллектива стал 2013 год, когда театр оказался на грани полного закрытия. Балет «Лебединое озеро» Петра Чайковского рассматривали как последнюю премьеру в истории коллектива. По финансовым причинам (крайне низкие зарплаты) 9 из 21 артистов труппы покинули коллектив. На их место были набраны новые, и весь репертуар пришлось восстанавливать почти с самого начала. Постановки коллектива создаются благодаря меценатской поддержке. Балет «Жизель» — с помощью Людмилы Русалиной (основательница холдинга «Петрус-Медиа»), в ряде проектов помогал Владимир Бородянский (на тот момент – генеральный директор телеканала «СТБ», руководитель группы «StarLightMedia»), непосредственное участие бизнесмена Андрея Демидова позволило создать «Лебединое озеро»).
В марте 2016 года работы «Киев Модерн-балета» (балеты «Лебединое озеро», «Женщины в ре миноре», «Длинный рождественский обед» и балет-триптих «Перекресток») в постановке Раду Поклитару отмечены Национальной премией им. Тараса Шевченко в номинации «Музыкальное искусство». В представлении Национальной академии искусств Украины в частности говорится, что «Смысловая полифония танца, созданная мастером, передает внутренний напряженный динамизм, лексику «зашифрованных» метафор и сложных символов, артикулирует прежде всего драматические глубины бытия».
В период с 2009 по 2017 годы труппа «Киев Модерн-балет» входила в состав Киевского муниципального академического театра оперы и балета для детей и юношества, на сцене которого было поставлено большинство балетов из репертуара коллектива.
5 октября 2017 года было создано КП ТЗЗК «Театр „Киев Модерн-балет“» в соответствии с решением Киевского городского совета от 22 июня №610/2772 «О создании Театрально-зрелищного заведения культуры «Театр «Киев Модерн-балет» путем выделения из театрально-зрелищного заведения культуры «Киевский муниципальный академический театр оперы и балета для детей и юношества». Отдельно указано, что КЗ «Театрально-зрелищное заведение культуры «Театр „Киев Модерн-балет“» является правопреемником в части имущества, прав и обязанностей КЗ «Театрально-зрелищное учреждение культуры «Киевский муниципальный академический театр оперы и балета для детей и юношества».
В ноябре 2017 года творческому коллективу Театра предоставлен статус академического в соотверствии с приказом Министерства культуры Украины №1176 «О предоставлении статуса академического творческому коллективу коммунального предприятия «Театрально-зрелищное заведение культуры «Театр „Киев Модерн-балет“» от 8 ноября.
В феврале 2018 года театр переименован в коммунальное учреждение «Театрально-зрелищное учреждение культуры «Академический театр «Киев Модерн-балет» в соответствии с решением Киевского городского совета от 8 февраля №11/4075 «О переименовании коммунального учреждения «Театрально-зрелищное учреждение культуры «Театр Киев Модерн-балет». В составе театра 23 артиста.
Четыре спектакля «Киев Модерн-балет» вошли в рейтинговый опрос «Киевский счет», который в январе 2021 года обнародовал список лучших украинских спектаклей 2000-х годов. В опросе приняли участие 15 украинских театральных критиков, которые внесли в список «Киевского счета» постановки «Длинный рождественский обед» (2014), «Кармен. TV» (2006), «Палата №6» (2008) и «Спящая красавица» (2018).

## Особенность постановок
Сюжетная основа
Театральные обозреватели говорят о Раду Поклитару как о «хореографе-волшебнике, который дает новую жизнь старым сказкам на балетной сцене: «Щелкунчик», «Маленький Принц», «Лебединое Озеро»…». Каждая новая работа коллектива основывается на оригинальной трактовке, на первый взгляд, известного сюжета, сквозь призму взгляда Поклитару. Так, от классического сюжета новеллы «Кармен» Проспера Мериме остаются только имена героев — центральным персонажем становится крестьянка Микаела — мечтательная блондинка, с головой погруженная в мир просмотра телесериалов (отсюда и название постановки «Кармен. TV»); его «Жизель — не милая пейзанка, а отверженное дитя большого современного города»; первый эпизод «Лебединого озера» начинается охотничьим убийственным выстрелом лебединой семьи и последующим уходом за спасенным птенцом инфернальным господином Ротбартом; а сюжет «Щелкунчика» берет свое развитие не из истории маленькой дочери состоятельных родителей, а с девочки-подростка, которая попрошайничает холодными заснеженными улицами большого города, и погружается в волшебный сон, уснув прямо на улице.
Для коллектива не существует «неподъемных тем для балета» — Поклитару переводит на язык пластики фицджеральдовскую «Загадочную историю Бенджамина Баттона» («Вверх по реке»); смело сочетает историю «Маленького принца» Антуана де Сент-Экзюпери с ранней музыкой Моцарта и украинскими колыбельными в исполнении Марии Пилипчак; пересказывает пушкинскую историю «Пиковой дамы» с использованием музыки Петра Чайковского, но не предсказуемо одноименной оперой, а Второй и Шестой его симфониями. Постановки живы, актуальны, современны, с вкраплением иронии, здравого юмора, иногда даже «высокоуровневого стёба» («In Pivo Veritas»).
Художественное решение
Лаконичность визуальных акцентов становится символикой. Хрупкая, незащищённая, словно обнаженная, Роза — с единственным украшением: роскошным королевским бутоном на головке, сочного цвета. Одинокая вешалка на сцене (вы же помните, с чего начинается настоящий Театр?) с разными аксессуарами одежды жителей Планет — именно эта вешалка красноречиво намекает: ищи всех персонажей — в себе. И только черный, как бездна, Змей, Библейский персонаж с яблоком соблазна, извивающийся в плотное гнездышко, или разворачивающийся до гигантских размеров, как знамя самого Зла — получает невероятную пластику и сценическую выразительность движений благодаря визуальному эффекту чёрно-белых костюмов артистов, которые в нескольких жутких мгновений балета становятся частицами его гибкого и всесильного тела.
Над художественными образами балетов «Кармен TV», «Шекспирименты», «Дождь», «Андеграунд» работает театральная художница Анна Ипатьева, выпускница национальной академии изобразительного искусства и архитектуры (мастерская профессора Николая Стороженко). Для оформления балета «Жизель» Анна использует принты графических произведений (Николая Гончарова), как язык образности театрального костюма. Сценографию («Кармен TV», «Шекспирименты», «Андеграунд») создает заслуженный деятель искусств Украины, выпускник Львовского институту прикладного и декоративного искусства (мастерская Евгения Лысика) Андрей Злобин. Сценические решения постановок решаются в модерном стиле (напр. события балета «Жизель» перенесены в полуразрушенные дебри современного мегаполиса). В оформлении балета-триптих «Перекресток» 2012 года, сценограф Александр Друганов использует гравюры Дени Дидро и выводит в сценическое пространство 3D-анимацию. Бессменным звукорежиссёром всех проектов театра является Александр Курий.
В 2014 году к постановщикам присоединяется художник по костюмам Дмитрий Курята: «Женщины в ре миноре», «Длинный рождественский обед» (оба — 2014), «Вверх по реке» (2016), «Спящая красавица» (2018), «Вий» (2019), «Маленький принц» (2020), «Пиковая дама» (2021) С 2019-го — арт-директор, автор видеопроекций Ольга Никитина, которая специально к балетам создает: 3D видео картенг в балетах «Вий» (2019) ) и «Маленький принц» (2020), а в проекте «Пиковая дама» (2021) – континуум «дополненной реальности» (подобно «дополненной реальности» и «гибридной реальности»).
Музыка
Музыкальная составляющая постановок представлена широким диапазоном: от канонических балетных партитур («Болеро» Мориса Равеля, «Лебединое озеро» Петра Чайковского, «Жизель» Адольфа Адана и другие), до авторских музыкальных компиляций («Двое на качелях» на музыку Иоганна Себастьяна Баха и Чавелы Варгаса, «Маленький принц» на музыку Вольфганга Моцарта и украинских колыбельных, «In pivo veritas» на ирландскую народную музыку и музыку эпохи Возрождения, «Пиковая дама» на музыку Второй и Шестой симфоний Петра Чайковского и другие), и уникальных музыкальных первопрочтений (в постановочный процесс балета «Вий» включена и работа по музыкальной записи произведения Александра Родина силами Национального симфонического оркестра). По словам режиссера: «…в большинстве случаев основой моей хореографии является музыкальный материал, который у нас называют словосочетанием «классическая музыка». Это может быть современная академическая классическая музыка, музыка эпохи Барокко, более ранний период. Но, во всяком случае, это классика, иногда я использую бардовскую песню и фольклор — это три кита, на которых лежит практически вся моя хореография»).
В истории театра есть постановки, созданные специально под написанную для «Киев Модерн-балета» музыку. Таким стал балет в одном действии «Геревень» композитора Владимира Николаева (копродукция с Пермским театром оперы и балета им. Петра Чайковского (2012), и балет-триптих «Перекресток» на музыку Мирослава Скорика (в партнерстве с Национальной оперой Украины им. Тараса Шевченко. Маэстро Скорик собственноручно дирижировал своими произведениями во время показа «Перекрестка». А также балет в двух действиях «Вий» (2019), музыку к которому написана украинским композитором Александром Родиным.
Новая постановка Раду Поклитару — это всегда ожидание нового открытия Мастера, нового движения в модерном хореографическом искусстве и одновременно уверенности во встрече с извечными ценностями Духовности и Красоты, Добра и Любви.
Хореография
«Киев Модерн-балет» является авторским театром, репертуар которого состоит из преимущественно авторских постановок создателя Раду Поклитару, которые стали золотым фондом театра, завоевали награды, получили признание экспертов и зрителей. Вместе с тем, «Киев Модерн-балет» – платформа для творческого поиска молодых украинских хореографов, артистов театра. Артистами театра в разные годы были поставлены одноактные балеты: «Видение Розы» (2014) и «Времена года» (2014) Александра Родина в постановке Алексея Бусько; «Second floor» (Второй этаж) на музыку Дж. Блейка, Н. Фрама, Г. Сантаолалья в постановке Анатолия Водзянского (2016); «Вариации жизни» на музыку композиторов Альфреда Шнитке, Генри Пёрселла, Оулавюра Арнальдса, С. Андерсона, Макса Рихтера в постановке Анны Герус (2017). В театре свои работы ставили Анастасия Харченко, Елена Долгих, Александр Маншилин, Владимир Митев, В. Толстова, Руслан Баранов, Пётр Наку, Владислав Детюченко, Екатерина Курман.
В репертуарную афишу театра вошли одноактные балеты в постановке ведущего артиста театра Артёма Шошина: «Ближе, чем любовь» на музыку Иоганна Пахельбеля, Георга Фридриха Генделя, Кристофа Виллибальда Глюка, Антонио Вивальди, Эцио Боссо, Алессандро Марчелло (2015), «Пробегая жизнь» на музыку Иоганна Себастьяна Баха, Вима Мертенса, Макса Рихтера (2016), «Неразлучники» на музыку Густава Малера, Джакомо Пуччини (2019) и монобалет солиста театра Ильи Мирошниченко «Дерево не может убежать» на музыку Петериса Васкса, Джона Кейджа, Елисео Гренета. В дуете Ильи Мирошниченко и Екатерины Кузнецовой был поставлен балет-антиутопия «1984. Другая» на музыку Хильдур Гуднадоуттир, Хаушка по мотивам романа «1984» Джорджа Оруэлла (2020).
Афиша театра предлагает вечера дивертисмента современной хореографии («Con tutti i strumenti»), где в режиме творческой лаборатории презентуются миниатюры постановки Раду Поклитару и работы артистов театра, которые дебютируют на большой сцене в роли хореографов, поддерживая звание «Киев Модерн балета» как одного из ведущих центров развития современной хореографии Украины.

## Гастроли и фестивали
С первых дней создания «Киев Модерн-балет» активно участвовал в различных фестивалях и конкурсах как на территории Украины, так и за её пределами. Театр является постоянным участником крупнейших театральных фестивалей: «Время любить танец» (г. Биарриц, Франция), «Биенале театра им. Эжена Ионеско» (Bienala Teatrului «Eugène Ionesco» — BITEI), Международного фестиваля культуры и танца (г. Бангкок, Таиланд), Международного театрального фестиваля FITO (г. Орадя, Румыния), Международного фестиваля «Балетное лето в Большом» (г. Минск, Белоруссия), Международный фестиваль современной хореографии в Витебске (IFMC) (г. Витебск, Белоруссия), Международный фестиваль-конкурс хореографического искусства (г. Лодзь, Польша). С гастролями театр не только ездит по большим и малым городам Украины, получает приглашение о сотрудничестве с иностранными представительствами (на протяжении девяти лет театр сотрудничает с MTSM.BV Musik Theatre Stage Management при содействии которых балеты театра гастролируют в странах Бенилюкса).
За годы своего существования театр представил своё искусство на гастролях во Франции, Испании, Швейцарии, Нидерландах, Бельгии, Португалии, Румынии, Китае, Таиланде, России, Белоруссии, Молдове, Эстонии, Южной Корее и т.д..
Гастрольный график одного только 2019 года включал в себя Одессу, Харьков, Николаев, Херсон, Полтаву, Сумы, Винницу, Хмельницкий, Бердянск, Мариуполь, Краматорск, Северодонецк, Днепр, Кривой Рог, Запорожье, Черкассы. Театр выступил на сценах Salle Métropole (Лозанна), Théâtre du Léman (Женева), Theater de Koornbeurs (Франекер), Theater Veluvine (Нюнспет), Theater Singer (Ларен), Theater De Hofnar (Валкенсвард), Theater Voorhuys (Берстат), Cultuur-En Congrescentrum Van (Veendam), Schouwburg (Lochem), ZINiN (Nijverdal), Cultura Ede (Molenstraat), Posthuis Theater (Херенвен), Stadsgehoorzaal (Кампен).
Театр является участником регулярного фестиваля «Лето в стиле Модерн», который проходит в Одессе на сцене Одесского театра оперы и балета. Первый фестиваль состоялся в 2016 году до десятилетия театра, в 2021-м прошел в седьмой раз.
«Киев Модерн-балет» реагирует на карантинные ограничения пандемического периода премьерой спектакля «Маленький принц» в онлайн-формате, который 21 октября 2020 просмотрело более 17 тысяч зрителей. А в новогодний вечер 31 декабря 2020 года театр показал онлайн-версию балета «Щелкунчик» — трансляция из киевского Октябрьского дворца.

## Люди театра
Руководство
- Раду Поклитару – основатель и главный балетмейстер
- Владимир Меленчуков – директор – художественный руководитель (с января 2018)

Хореографы
- Владислав Детюченко
- Екатерина Курман
- Илья Мирошниченко
- Артём Шошин

Актёры
Ведущие артисты
- Анастасия Баирд (с 2020)
- Дмитрий Кондратюк (с 2006)
- Екатерина Курман (с 2018)
- Мишель Фондю (с 2009)

Солисты
- Полина Гринина
- София Гусева
- Александр Павлученко
- Сергей Щербиненко
- Ксения Якушенко

Артисты
- Анатолий Водянский
- Геннадий Баронин
- Иван Заяц
- Дмитрий Завада
- Анна Карнаух
- Татьяна Куруоглу
- Артем Куруоглу
- Полина Луканская
- Александра Столяр
- Юлия Човган
- Никита Шершнев
- Дарья Шинкарук

С театром сотрудничали
Композиторы
- Владимир Николаев
- Александр Родин
- Мирослав Скорик

Художники
- Анна Ипатьева – художница из костюмов
- Николай Гончаров – художник принтов к костюмам
- Александр Друганов – художник костюмов, сценограф
- Виктор Задворный – стилист причесок
- Андрей Злобин – сценограф
- Дмитрий Курята – художник костюмов
- Екатерина Маньковская – художница костюмов, сценограф
- Ольга Никитина – арт-директор, видеодизайнер
- Марианн Холленштайн (Швейцария) – сценография

## Спектакли
- 2005 — опера-балет «Le forze del destino / Силы судьбы» на музыку Джузеппе Верди, Арриго Бойто, Джакомо Пуччини, Камиля Сен-Санса, Альфредо Каталани. Постановка – Раду Поклитару[49].
- 2006 — балет в двух сериях «Кармен. TV» на музыку Жоржа Бизе. Постановка – Раду Поклитару[30][50]
- 2007 — балет в двух действиях «Ромео и Джульетта» (Шекспирименты) на музыку Петра Чайковского, Георга Генделя и эпохи Ренессанса, по произведениям Уильяма Шекспира.  Постановка – Раду Поклитару
- 2007 — балет в одном действии «Дождь» – хореографическая фантазия на музыку Иоганна Себастьяна Баха и народов мира. Постановка – Раду Поклитару
- 2007 — балет в одном действии «Болеро» Мориса Равеля. Постановка – Раду Поклитару
- 2007 — балет в двух действиях «Щелкунчик» Петра Чайковского. Постановка – Раду Поклитару[29]
- 2008 — балет в одном действии «Палата №6» на музыку Арво Пярта. Постановка – Раду Поклитару
- 2008 — балет в одном действии «Underground» на музыку Петериса Васкса. Постановка – Раду Поклитару
- 2009 — балет в одном действии «Двое на качелях» на музыку Иоганна Себастьяна Баха и Чавели Варгаса, по мотивам одноимённой пьесы Уильяма Гибсона
- 2010 — балет в одном действии «Квартет-а-тет» на музыку Ада Мааса. Постановка – Раду Поклитару
- 2010 — дивертисмент современной хореографии «Con tutti i strumenti»
- 2011 — балет в одном действии «In pivo veritas» на ирландскую народную музыку и музыку эпохи Ренессанса. Постановка – Раду Поклитару
- 2012 — балет–триптих «Перекрёсток» на музыку Мирослава Скорика – копроект с Национальной оперой Украины[14]
- 2012 — балет в одном действии «Геревень» на музыку Владимира Николаева – копроект с Пермским театром оперы и балета им. П.И.Чайковского[15]
- 2013 — балет в двух действиях «Лебединое озеро» Петра Чайковского. Постановка – Раду Поклитару
- 2013 — «Времена года» Александра Родина. Постановка – Алексей Бусько[51]
- 2014 — балет в одном действии «Женщины в ре миноре» на музыку Иоганна Себастьяна Баха. Постановка – Раду Поклитару[51]
- 2014 — балет в одном действии «Видение Розы» на оригинальную музыку Александра Родина – переосмысленный сюжет балета «Видение розы» Михаила Фокина на музыку Карла Марии фон Вебера, поставленный в 1911 году по мотивам поэмы «Видение розы» Теофила Готье. Постановка – Алексей Бусько[51][52][53]
- 2014 — балет в одном действии «Долгий рождественский обед» на музыку Антонио Вивальди, по мотивам пьесы Торнтона Вайлдера. Постановка – Раду Поклитару[54]
- 2015 — балет в одном действии «Ближе чем любовь» на музыку Иоганна Пахельбеля, Георга Фридриха Генделя, Кристофа Виллибальда Глюка, Антонио Вивальди, Эцио Боссо, Алессандро Марчелло. Постановка – Артём Шошин
- 2015 — балет в одном действии «Пробегая жизнь» на музыку Иоганна Себастьяна Баха, Вима Мертенса, Макса Рихтера. Постановка – Артём Шошин
- 2016 — балет в двух действиях «Жизель» Адольфа Адана. Постановка – Раду Поклитару[19][28]
- 2017 — балет в одном действии «Вверх по реке» на музику Александра Родина по мотивам рассказа «Загадочная история Бенджамина Баттона» Фрэнсиса Скотта Фицджеральда. Постановка – Раду Поклитару
- 2018 — балет в двух действиях «Спящая красавица» Петра Чайковского, по мотивам сказки Джамбаттиста Базиле. Постановка – Раду Поклитару[55]
- 2018 — монобалет «Дерево не может убежать» на музыку Петериса Васкса, Джона Кейджа, Елисео Гренета. Постановка – Илья Мирошниченко[41]
- 2019 — балет в одном действии «Неразлучники» на музыку Густава Малера, Джакомо Пуччини. Постановка – Артём Шошин
- 2019 — балет в двух действиях «Вий» Александра Родина по мотивам одноимённой повести Николая Гоголя. Постановка – Раду Поклитару[39][56]
- 2020 — балет-антиутопия «1984. Другая» на музыку Хильдур Гуднадоуттир, Хаушка, по мотивам романа «1984» Джорджа Оруэлла. Постановка – Илья Мирошниченко, Екатерина Кузнецова
- 2020 — балет в двух действиях «Маленький принц» на музыку Вольфганга Амадея Моцарта и украинских колыбельных в исполнении Марии Пилипчак, по мотивам произведения Антуана де Сент-Екзюпери. Постановка – Раду Поклитару[31]
- 2021 — балет в одном действии «Девять свиданий» на музыку Фридерика Шопена. Постановка – Раду Поклитару
- 2021 — балет в двух действиях «Пиковая дама» на музыку Петра Чайковского (Вторая и Шестая симфонии), по мотивам одноимённой повести Александра Пушкина. Постановка – Раду Поклитару[7][32][57][58]
- 2023 — балет в одном действии «Завтра» на музыку Фридерика Шопена. Постановка – Раду Поклитару[59][60]
- 2023 — балет в одном действии «ДискримиНАЦИЯ» на музыку Георга Генделя и Валентина Сильвестрова. Постановка – Раду Поклитару[61][62][63][64]
- 2023 — балет-путешествие в одном действии «За минуту до Рождества» либретто Оксаны Тараненко на музыку Камиля Сен-Санса и «Carol of the Bells». Постановка – Сергей Кон[65][66][67][68]

## Награды
| Год            | Премия                                                        | Номинация                                                                      | Номинант                                                                           | Результат |
| -------------- | ------------------------------------------------------------- | ------------------------------------------------------------------------------ | ---------------------------------------------------------------------------------- | --------- |
| 2007 27 марта  | Театральная премия «Киевская пектораль» сезона 2006/07        | Лучший спектакль/спектакль драматического театра                               | «Кармен.TV»                                                                        | Победа    |
| 2007 27 марта  | Театральная премия «Киевская пектораль» сезона 2006/07        | Лучшая хореография и пластика / пластическое решение спектакля                 | Раду Поклитару («Кармен.TV»)                                                       | Победа    |
| 2007 27 марта  | Театральная премия «Киевская пектораль» сезона 2006/07        | Лучшее исполнение женской роли                                                 | Ольга Кондакова (Кармен в балете «Кармен.TV»)                                      | Номинация |
| 2008 27 марта  | Театральная премия «Киевская пектораль» сезона 2007/08        | Событие года                                                                   | «Болеро» «Дождь» «Веронский миф: Шекспирименты» «Щелкунчик»                        | Победа    |
| 2013 25 марта  | Театральная премия «Киевская пектораль» сезона 2012/13        | Культурное событие в музыкальном театре / Лучший спектакль музыкального театра | «Перекрёсток»                                                                      | Победа    |
| 2014 24 марта  | Театральная премия «Киевская пектораль» сезона 2013/14        | Культурное событие в музыкальном театре / Лучший спектакль музыкального театра | «Лебединое озеро»                                                                  | Победа    |
| 2014 24 марта  | Театральная премия «Киевская пектораль» сезона 2013/14        | Лучшая хореография и пластика / пластическое решение спектакля                 | Раду Поклитару («Лебединое озеро»)                                                 | Победа    |
| 2014 24 марта  | Театральная премия «Киевская пектораль» сезона 2013/14        | Лучший режиссёрский дебют                                                      | Алексей Бусько («Времена года»)                                                    | Номинация |
| 2016 2 марта   | Национальная премия Украины имени Тараса Шевченко за 2016 год | Музыкальное искусство                                                          | «Лебединое озеро» «Женщины в ре миноре» «Долгий рождественский обед» «Перекрёсток» | Победа    |
| 2019 30 ноября | II Всеукраинский театральный фестиваль-премия «GRA»           | Лучший хореографический/балетный/пластический спектакль                        | «Спящая красавица»                                                                 | Номинация |
| 2020 2 апреля  | Театральная премия «Киевская пектораль» сезона 2019/20        | Лучшая режиссёрская работа                                                     | Раду Поклитару («Вий»)                                                             | Номинация |
| 2020 2 апреля  | Театральная премия «Киевская пектораль» сезона 2019/20        | Лучшее исполнение мужской роли                                                 | Илья Мирошниченко (Хома Брута в балете «Вий»)                                      | Номинация |
| 2020 2 апреля  | Театральная премия «Киевская пектораль» сезона 2019/20        | Лучшая музыкальная концепция спектакля                                         | Александр Родин («Вий»)                                                            | Номинация |
| 2020 2 апреля  | Театральная премия «Киевская пектораль» сезона 2019/20        | Лучшее пластическое решение спектакля                                          | Раду Поклитару («Вий»)                                                             | Победа    |